# U Don't Know Me (Like U Used To)
"U Don't Know Me (Like U Used To)" är en R&B-låt i upptempo framförd och delvis skriven av den amerikanska sångaren Brandy Norwood. Ytterligare låttext skapades av Isaac Phillips, Paris Davis, Sean Bryant och Rodney "Darkchild" Jerkins som också skapade musiken tillsammans med Norwood. Låten finns med på hennes andra studioalbum Never Say Never och släpptes som albumets femte singel under hösten 1999. 
Låten hade låga till måttliga kommersiella framgångar i USA. Den nådde plats 79 på Billboard Hot 100 och plats 25 på R&B-listan Hot R&B/Hip-Hop Songs. En remixversion av "U Don't Know Me (Like U Used To)" spelades in 1999 med de kvinnliga rapparna Shaunta och Da Brat. Den versionen blev ledmotivet på Norwoods första EP; U Don't Know Me (Like U Used To) – The Remix EP och fanns även med på samlingsalbumet The Best of Brandy. Två musikvideor spelades in till respektive version av låten; båda var influerade av den amerikanska science fiction-filmen Matrix och skapades med specialeffekten bullet-time. Videorna nådde topp tio på både BET:s och MTV:s respektive videotopplistor.

## Bakgrund och utgivning
Den amerikanska sångaren och skådespelaren Brandy Norwood släppte sitt andra studioalbum Never Say Never den 9 juni 1998. Mellan utgivningen av det självbetitlade debutalbumet (1994) och Never Say Never ökade artisten sin popularitet med en framgångsrik skådespelarkarriär. Hon fick huvudrollen i TV-serien Moesha och spelade Askungen i den Emmy-belönade filmen med samma namn från 1997. När Norwood började arbeta på sitt andra studioalbum ville hon, till skillnad från debuten, skapa vuxnare material och hämtade en del inspiration från artister och idoler som Mariah Carey och Whitney Houston. I samband med utgivningen av Never Say Never blev Norwood ett popfenomen och en av de mest framgångsrika kvinnliga sångarna under 1990-talet. Albumet genererade flera hits däribland "The Boy Is Mine" (en duett med Monica), "Top of the World" och "Have You Ever?".
"U Don't Know Me (Like U Used To)" gavs ut som den femte singeln från Never Say Never och hade premiär på radio mot slutet av september 1999. Fysiska exemplar, i form av CD-/maxisinglar, gavs ut den 5 oktober 1999 och innehöll den officiella remixversionen som gästades av de kvinnliga rapparna Shaunta och Da Brat. Den sistnämnda versionen blev titelspåret på Norwoods första EP, U Don't Know Me (Like U Used To) – The Remix EP och fanns även med på samlingsalbumet The Best of Brandy.

## Inspelning och komposition

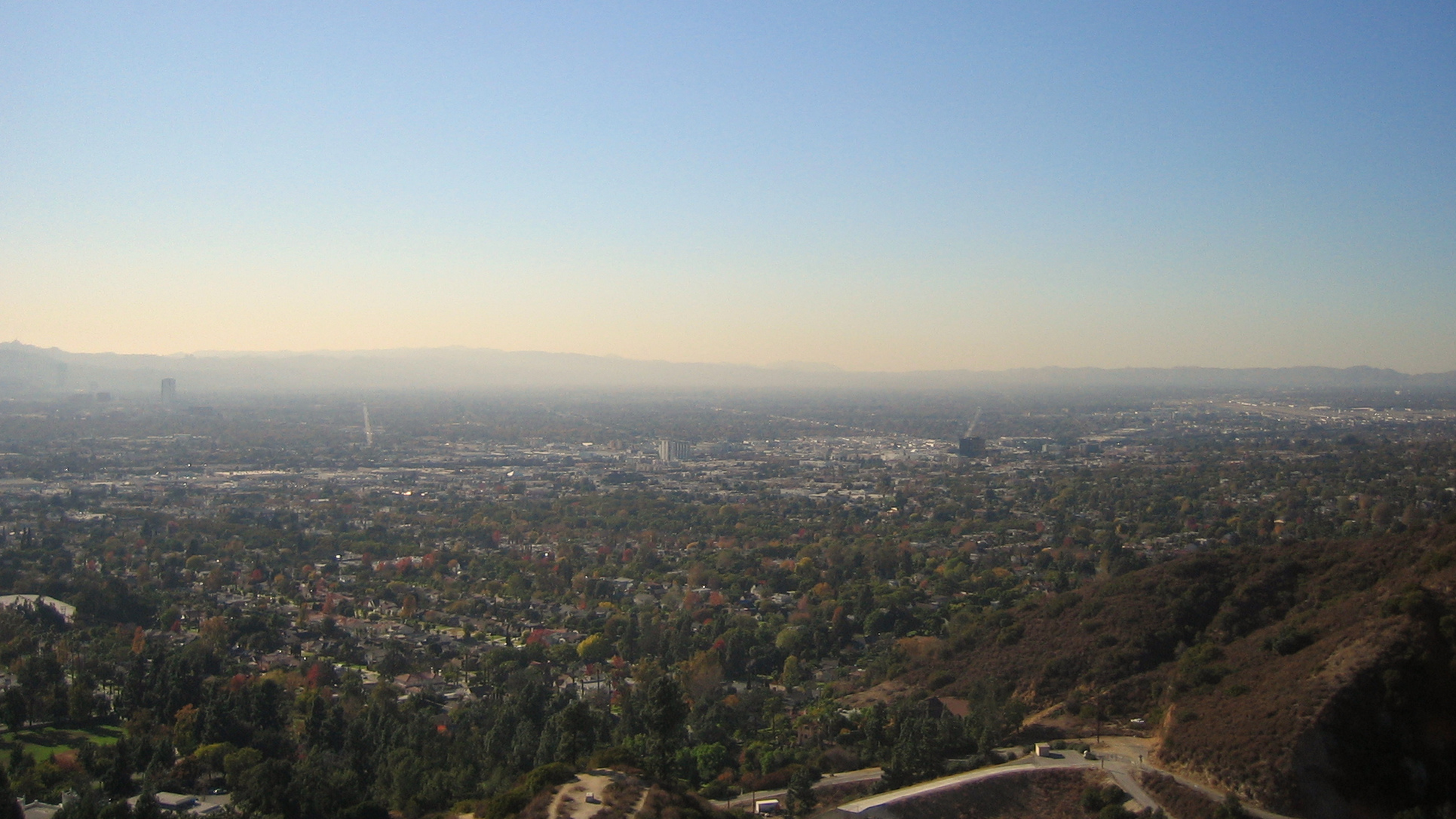
Vy över San Fernando Valley och stadsdelen North Hollywood där låten spelades in.

"U Don't Know Me (Like U Used To)" skrevs av Brandy Norwood, Rodney "Darkchild" Jerkins, Isaac Phillips, Paris Davis och Sean Bryant. Norwood och Jerkins stod för produktionen och producerade även sångarrangemangen tillsammans med LaShawn Daniels. Låten spelades in av Daniels, Brad Gliderman och Victor McCoy vid Enterprise Studios och Pacifique Recording Studios i North Hollywood, Kalifornien där den också ljudmixades av Dexter Simmons. Inför Darkchild-remixen samarbetade Norwood med de kvinnliga rapparna Shaunta och Da Brat. Den sistnämnda artisten hade dessförinnan medverkat på en rad framgångsrika hiphop-remixer, däribland Careys "Heartbreaker". Trion spelade in ny sång till versionen vid Darkchild Recording Studios i Pleasantville, New York den 13 juli 1999.
"U Don't Know Me (Like U Used To)" är en R&B-låt i upptempo som pågår i fyra minuter och tjugoåtta sekunder. I låten, som drivs av en kraftig basgång, sjunger Norwood till en älskare som varken saknar eller bryr sig om att ringa henne. I låtens första verser sjunger hon: "How could you lie to me/After all that we've been through" och fortsätter sedan: "You ain't missin' me at all/Won't pick up the phone and call/You don't love me, like you used to".

## Mottagande och kommersiell prestation
I en recension av Never Say Never skrev Richard Harrington från tidskriften The Spokesman-Review: "Brandy är uppenbarligen inte Moesha, men hon låter lite av den klämmiga rollfiguren skina igenom i rollen som en ung sångerska på den romantiskt förvirrade 'U Don't Know Me (Like U Used To)', den funkiga 'Happy' och 'Angel In Disguise'. I en recension av Norwoods samlingsalbum The Best of Brandy prisade skribenten Jay S. Jacobs från webbplatsen Pop Entertainment större delen av skivans innehåll. Han var dock negativ mot "U Don't Know Me (Like U Used To)" och skrev: "'U Don't Know Me (Like U Used To)' med Shaunta och Da Brat går, i motsats, knappt att lyssna på. En formlös och funklös smet av beats och andra ljud som kan få dina öron att blöda vid upprepade lyssningar. Det här är inte det bästa från någon och allra minst Brandy." Han avslutade: "Det faktum att den gavs ut som en singel är utan tvekan en av anledningarna till att Brandys senaste album [Afrodisiac] kvävdes."
"U Don't Know Me (Like U Used To)" gick in på plats 89 på Billboard Hot 100 den 23 oktober 1999. Veckan efter klättrade låten tio placeringar till plats 79, vilket blev dess topposition på listan. Sex veckor efter debuten låg spåret på plats 91, vilket blev sista gången den noterades på listan. Låten hade måttliga framgångar på Billboards förgreningslista Hot R&B/Hip-Hop Songs där den gick in på plats 75 den 25 september 1999. Under den andra veckan klättrade "U Don't Know Me (Like U Used To)" till plats 57. Låten nådde som högst plats 25 och tillbringade 20 veckor i rad på listan.

## Musikvideo och liveframträdanden
Den tyske regissören Martin Weisz skapade två musikvideor till respektive version av låten. Dessa filmades på Labor Day i Los Angeles, Kalifornien. I båda versionerna ses Norwood utföra danskoreografi i en svart läderutstyrsel. Flera scener i videorna, som efterliknade den amerikanska science-fiction-filmen Matrix, skapades med specialeffekten bullet-time. "U Don't Know Me (Like U Used To)" blev en stor framgång i amerikanska musikvideokanaler. Efter premiären de första dagarna i oktober 1999 adderades videon av BET, MTV och VH1. Den 30 oktober respektive 13 november 1999 nådde den topp-tio på MTV:s och BET:s videotopplistor. Listorna sammansattes av Nielsen Broadcast Data Systems och rankade de mest spelade videorna på kanalerna.
Norwood framförde en akustisk version av "U Don't Know Me (Like U Used To)" på The Tonight Show With Jay Leno den 8 september 1999 och originalversionen på hennes internationella världsturné Never Say Never World Tour.

## Låtlista
| 1. | U Don't Know Me (Like U Used To) (Radio Remix Edit) (med Shaunta och Da Brat) | 3:59 |
| 2. | U Don't Know Me (Like U Used To) (Album Version Radio Edit)                   | 3:59 |

| 1.           | U Don't Know Me (Like U Used To) (Remix)                      | 6:15  |
| 2.           | U Don't Know Me (Like U Used To) (Remix Clean Radio Edit)     | 4:00  |
| 3.           | U Don't Know Me (Like U Used To) (Remix Acapella)             | 4:45  |
| 4.           | U Don't Know Me (Like U Used To) (Album Version)              | 4:29  |
| 5.           | U Don't Know Me (Like U Used To) (Album Version Instrumental) | 4:24  |
| 6.           | U Don't Know Me (Like U Used To) (Remix Instrumental/Dub)     | 4:03  |
| Total längd: | Total längd:                                                  | 27:16 |

## Medverkande
Information hämtad från studioalbumets skivhäfte:
- Brandy Norwood – huvudsång, bakgrundssång, sångproducent
- Rodney "Darkchild" Jerkins – alla instrument, producent, sångproducent
- LaShawn Daniels – sångproducent, inspelning
- Brad Gliderman – inspelning
- Victor McCoy – inspelning
- Dexter Simmons – ljudmix

## Topplistor
| Lista (1999)                          | Högsta listplacering |
| ------------------------------------- | -------------------- |
| USA Billboard Hot 100                 | 79                   |
| USA Hot R&B/Hip-Hop Songs (Billboard) | 25                   |